# Velká rudá skvrna

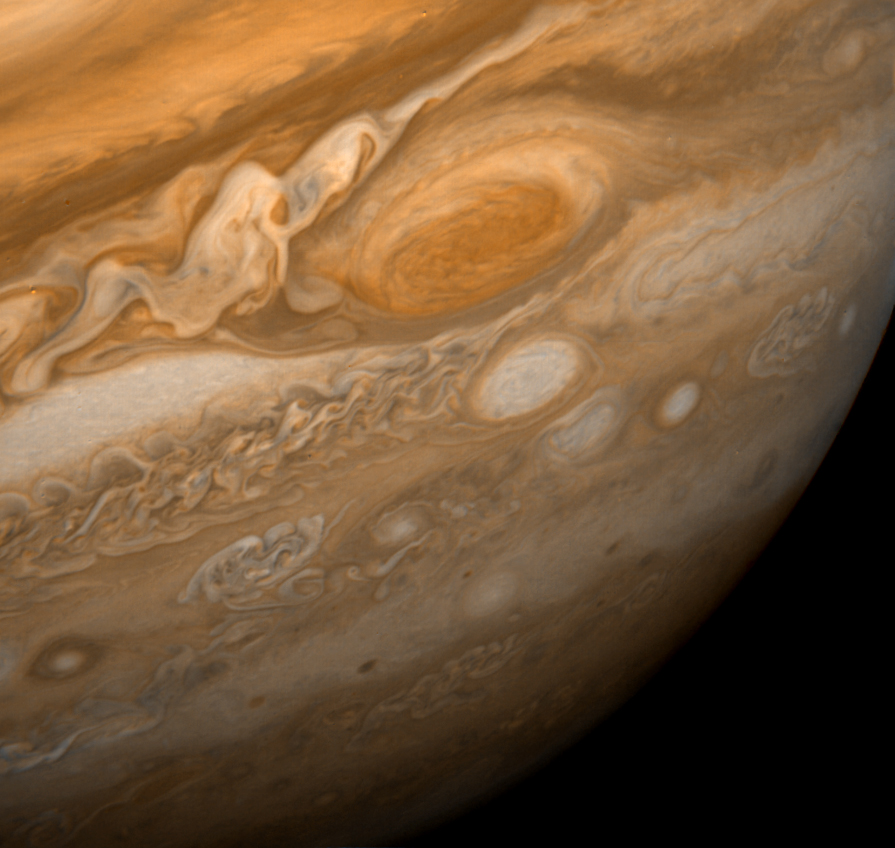
Velká rudá skvrna – skutečné barvy. Voyager 1

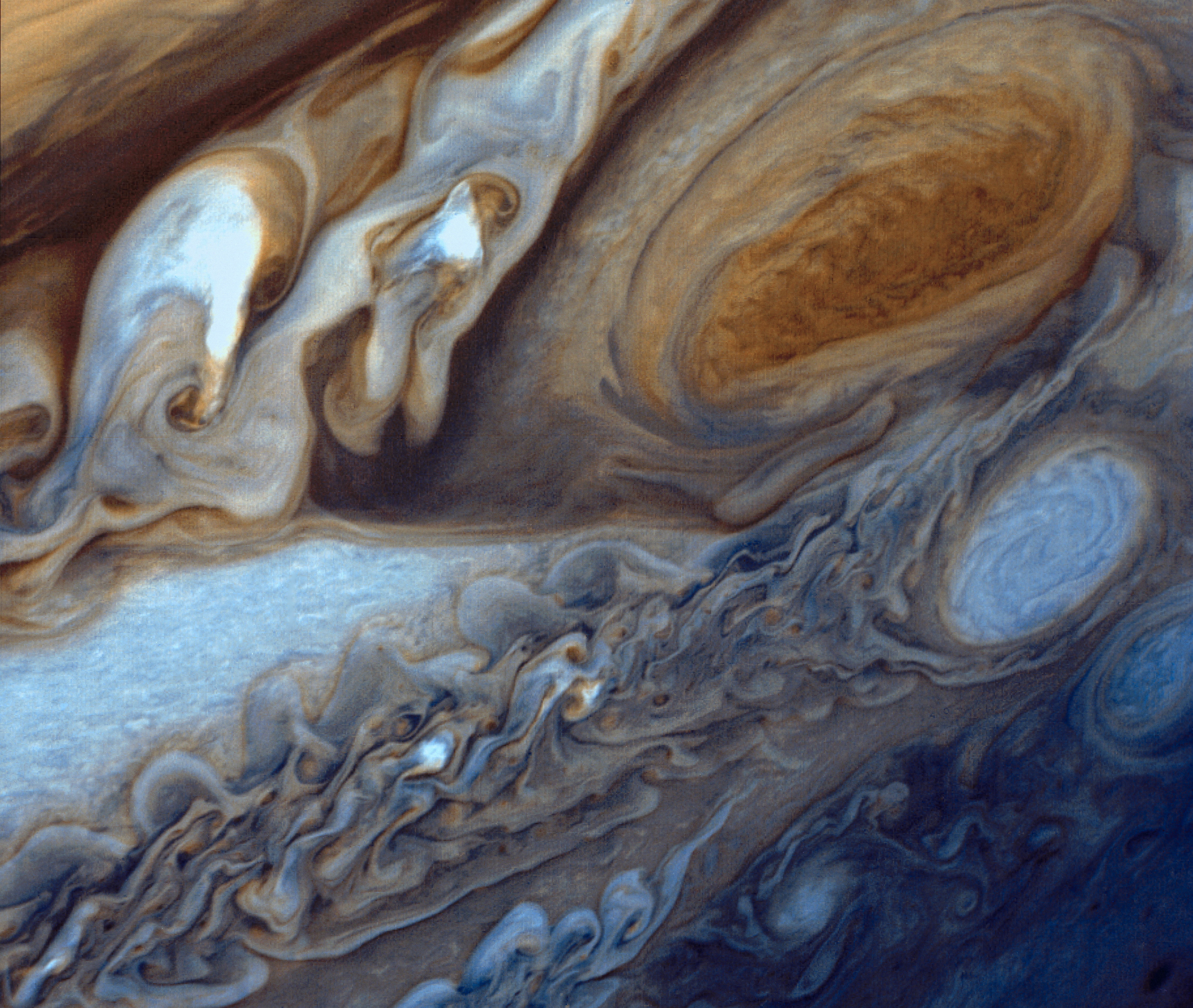
Velká rudá skvrna – nepravé barvy. Voyager 1

Velká rudá skvrna (angl. Great Red Spot) je atmosférický jev na jižní polokouli Jupitera, v horních částech jeho atmosféry. Byla zřejmě pozorovaná už prvními dalekohledy schopnými ji rozpoznat, takže existuje přinejmenším 350 let. V podstatě se jedná o obrovský hurikán – anticyklónu původně přibližně dvakrát větší než planeta Země. Otáčí se v západním směru (tedy proti pohybu hodinových ručiček), kdežto zbytek planety rotuje ve východním směru. Její vznik, původ, fyzikální vysvětlení a chování nebylo do současnosti zcela jasně objasněno a pro vědeckou obec je stále velkou neznámou. Skvrna mění svoji velikost, tvar i barvu.

## Velikost
Na konci 19. století byl její příčný rozměr odhadován na 41 tisíc kilometrů, v roce 1979 a 1980 zaznamenaly sondy Voyager velikost 23 tisíc kilometrů. V posledních letech se rapidně zmenšuje, např. v roce 2014 měla napříč méně než 16 500 km v průměru.

## Průzkum
Poprvé byla pravděpodobně zpozorována už roku 1665, kontinuálně pak od roku 1831. Podrobně byla prozkoumána koncem 70. let sondami Voyager 1 a 2, které kolem planety prolétaly, a později i Hubbleovým vesmírným dalekohledem, který ji snímal. Pozorováním bylo objeveno, že Velká rudá skvrna není jediným bouřkovým systémem v atmosféře planety, ale že se zde nachází současně i další rudá skvrna a mnoho menších bouřkových systémů. Nová rudá skvrna je někdy nazývána jako Rudá skvrna Junior.

## Chemické vlastnosti
Velká rudá skvrna má nejčastěji ve viditelném spektru červenohnědou barvu, která se ale může měnit. Nikdo zatím nebyl schopen přesvědčivě vysvětlit barvu této skvrny. Obecně se ale vědci shodují, že uvnitř skvrny se pohybují větry rychlostí až 640 km/h. Jedna teorie předpokládá, že tyto větry vynášejí do vyšších oblastí materiál z nižších vrstev atmosféry, který je pak v kontaktu s ultrafialovým světlem, čímž se aktivují chemické reakce a dojde k jeho zčervenání. V atmosféře Jupiteru byl již detekován plyn, který má laboratorně ověřené podobné vlastnosti v podobě fosfanu (PH3). Chemickou reakcí se uvolňuje fosfor ve formě P4, který má červenou barvu. Mimo této teorie existují i složitější teorie, které předpokládají komplikovanější reakce fosfanu s dalšími molekulami jako je metan, či čpavek. Jiné studie předpokládají sirnou alotropii.